# Juan Ramón Molina
Pour les articles homonymes, voir Molina.
Juan Ramón Molina, né en 1875 et décédé en 1908, est un poète hondurien. La Bibliothèque nationale Juan Ramón Molina a été baptisée de son nom en 2009.